# Nicolas Chopin
Nicolas Chopin (in polacco: Mikołaj Chopin; Marainville-sur-Madon, 15 aprile 1771 – Varsavia, 3 maggio 1844) è stato un insegnante francese di lingua francese nella Polonia dominata dalla Prussia e dall'Impero russo e padre del compositore polacco Frédéric Chopin.

## Biografia

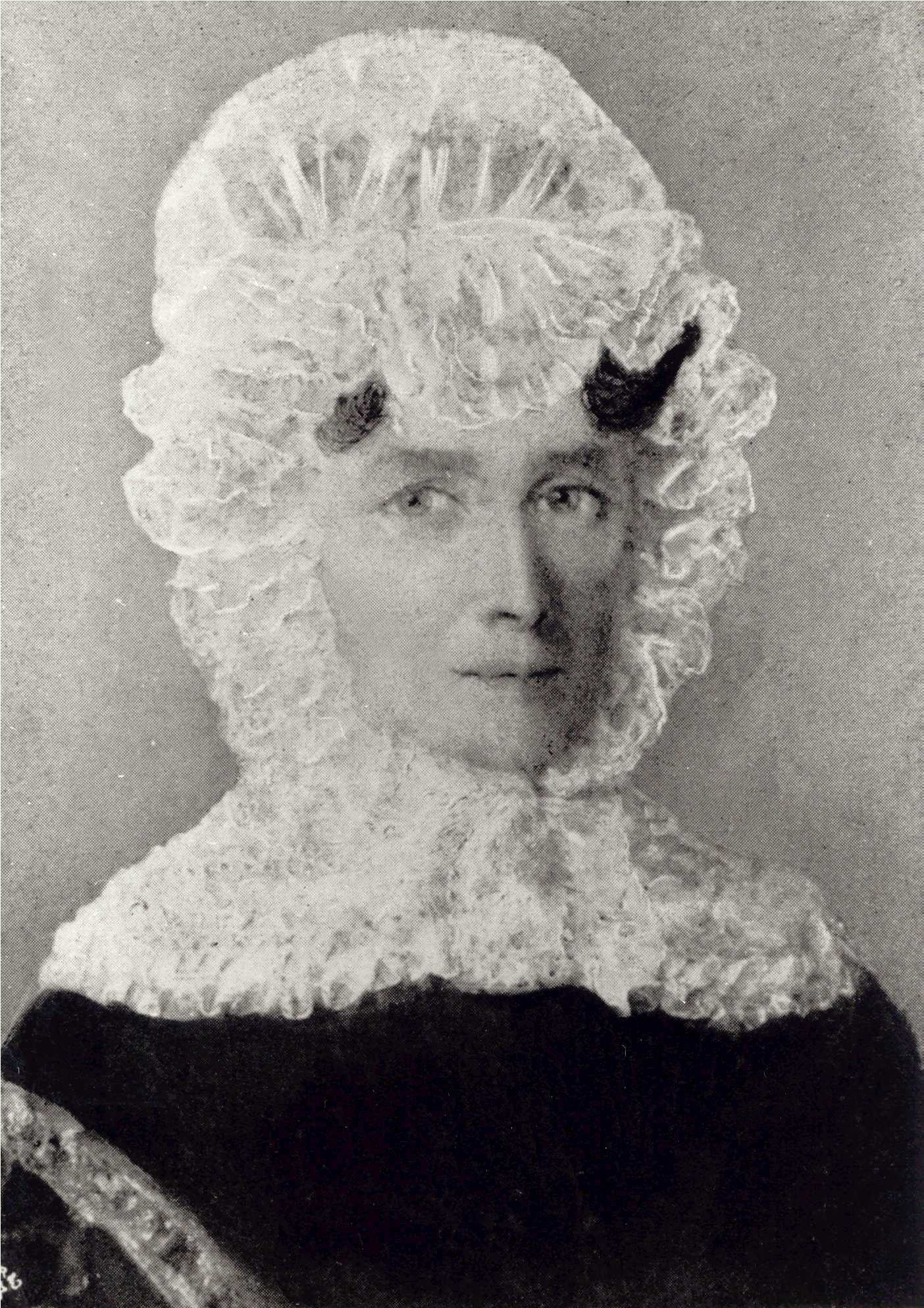
Justyna Chopin, nata Krzyżanowska, moglie di Nicolas è madre di Fryderyk

Nicolas Chopin nacque nel villaggio di Marainville-sur-Madon (dipartimento dei Vosgi), nella provincia della Lorena, in Francia. Era il figlio di François Chopin (9 novembre 1738, Ambacourt - 31 gennaio 1814, Marainville), un carradore e amministratore del villaggio di Marainville, e Marguerite, nata Deflin (1 febbraio 1736, Diarville - 21 agosto 1794, Marainville), un'educatrice rispettata dai suoi colleghi e studenti. François e Marguerite si erano sposati il 17 gennaio 1769.
Nicolas aveva quattro sorelle, solo due delle quali sopravvissute all'età adulta: Anne (nata il 23 novembre 1769, Marainville), che sposò Joseph Thomas il 13 febbraio 1798 e Marguerite (5 agosto 1775, Marainville - 10 marzo 1845), che sposò Nicolas Bastien il 2 dicembre 1798. La madrina di Nicolas era sua zia Thérèse Lhumbert nata Chopin, sorellastra di suo padre François.
Nicolas si diplomò al liceo di Tantimont, una scuola secondaria avanzata vicina specializzata nella formazione dei giovani per la professione di insegnante e per il sacerdozio. Come amministratore del villaggio, François Chopin conobbe Adam Jan Weydlich, l'amministratore immobiliare di origini polacche del conte Michał Jan Pac. Weydlich si interessò dell'educazione del giovane Nicolas, insegnandogli i rudimenti della lingua polacca, mentre la moglie di Weydlich, una parigina, Françoise-Nicole nata Schelling, gli insegnò letteratura francese e tedesca, musica, etichetta, calligrafia e contabilità.
Alla fine del 1787, dopo la morte del conte Pac, Weydlich tornò in Polonia con la sua famiglia e offrì a Nicolas, sedicenne, la possibilità di andare con lui. Weydlich divenne il supervisore di una società di tabacco (Manufaktura Tytoniowa w Warszawie) fondata nel 1777 da Jan Dekert, Piotr Blank e Andrzej Rafałowicz. Nicolas lavorò in fabbrica, 1787-1789, probabilmente come impiegato contabile. Nicolas e la famiglia Weydlich vivevano con il fratello di Adam, Franciszek Weydlich, nelle case popolari della chiesa della Santa Croce a Krakowskie Przedmieście.
Nicolas rimase lì fino al 1792, lavorando come assistente personale di Adam e forse insegnando ai suoi figli: Henryka (n. 1777) e Mikołaj (n. 1783). Tra i suoi amici in questo periodo c'erano Jakub Benik (24 luglio 1772 Dobre Miasto, Warmia - 20 gennaio 1827 Varsavia) e Jan Austen (inizio 1774 Wilkie, Warmia - 6 maggio 1828 Varsavia), professore alla Scuola elementare di artiglieria e ingegneria (Szkoła Elementarna Artylerii i Inżynierów) per l'Esercito del Ducato di Varsavia. C'è una lettera esistente scritta da Nicolas ai suoi genitori durante questo periodo; nella lettera spiega che non vuole tornare in Francia a causa della Rivoluzione francese e della probabilità di essere arruolato nell'esercito.

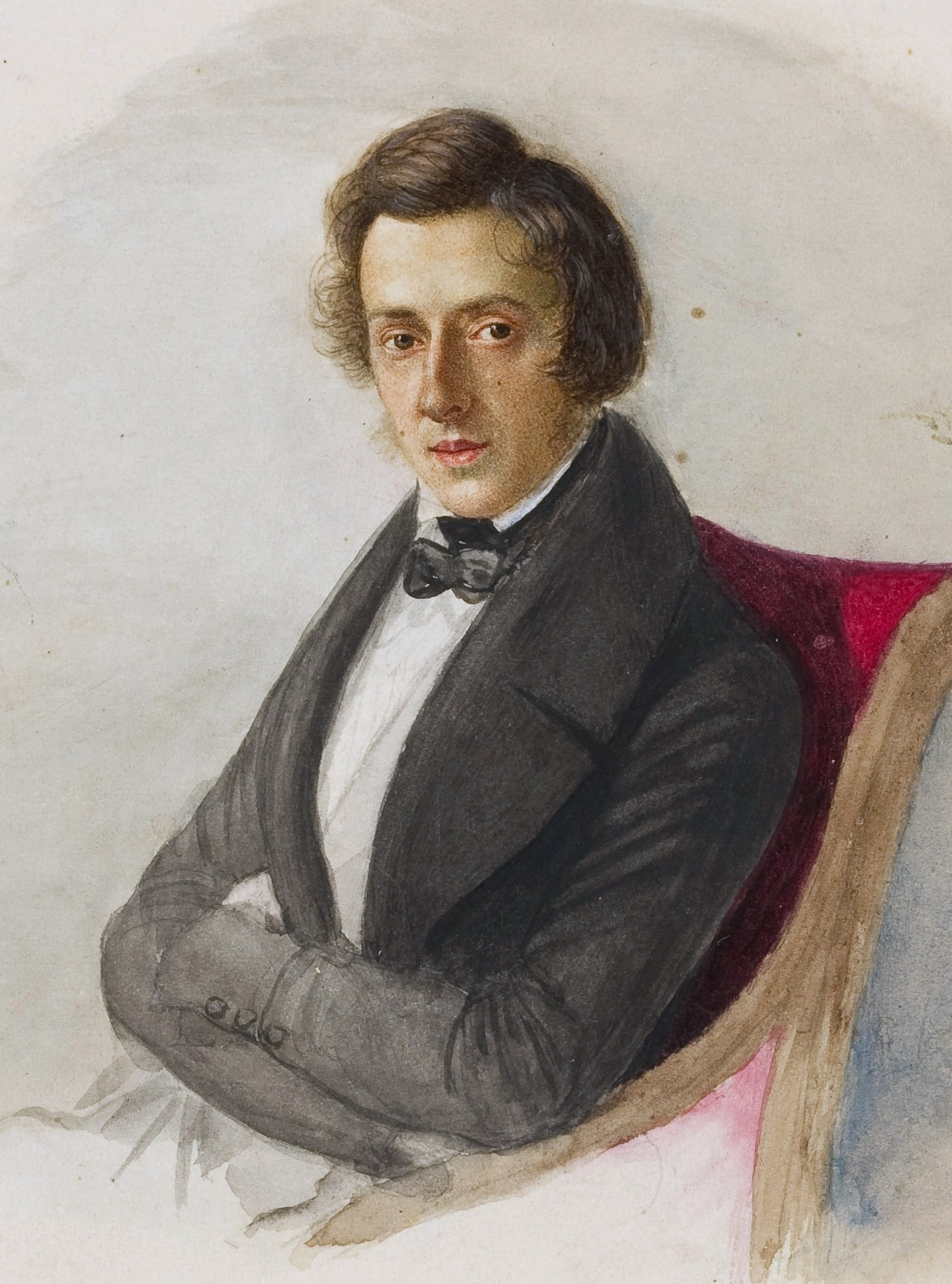
Fryderyk Chopin a 25 anni, di Maria Wodzińska, 1835

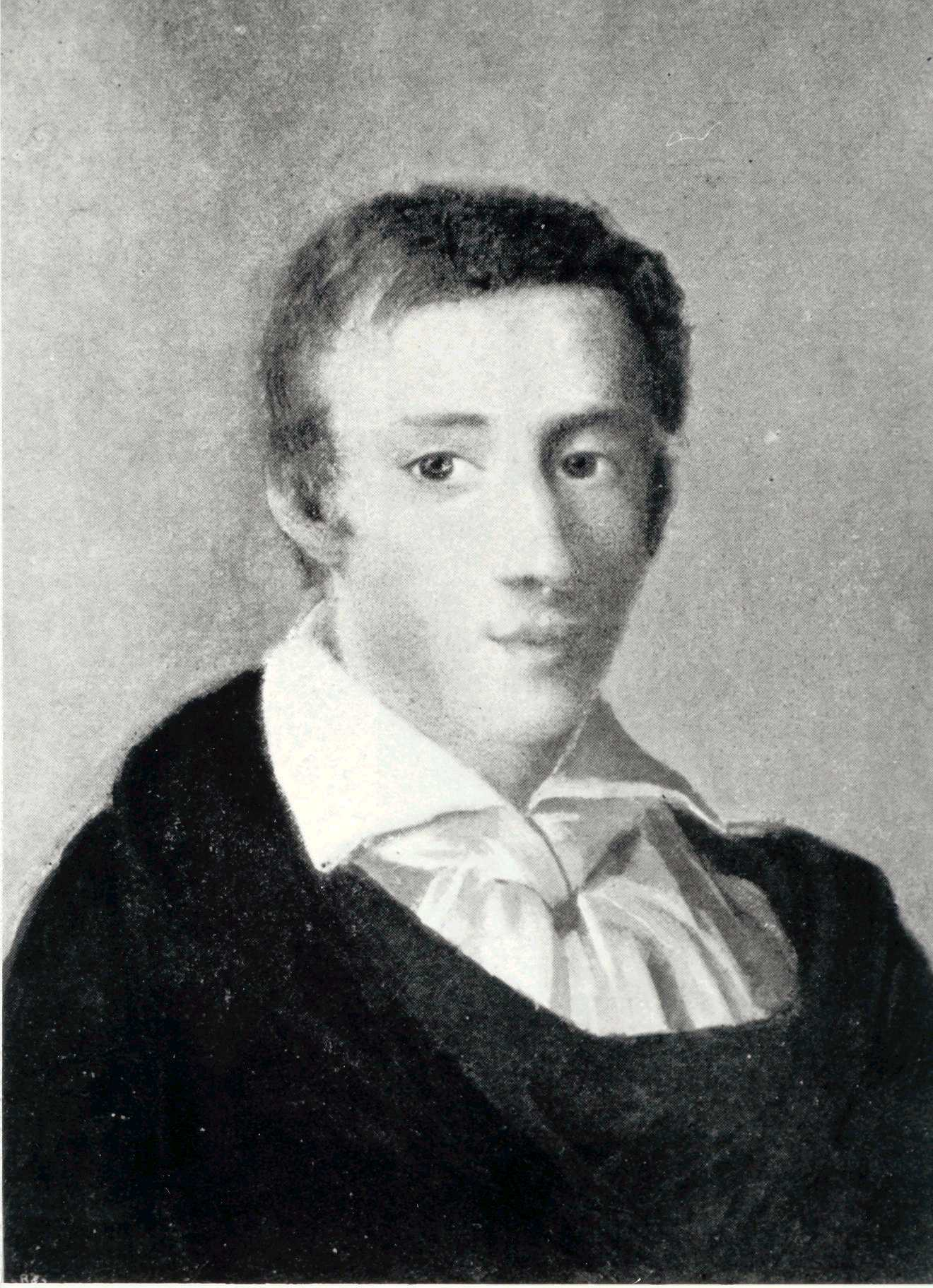
Fryderyk Chopin a 19 anni, di Ambroży Mieroszewski, 1829

L'anno 1792 vide la seconda divisione della Polonia e la fabbrica di tabacco fu chiusa. Dal 1792 al 1794 risiedette a Szafarnia (contea di Dobrzyń) con Jan Dziewanowski come precettore e insegnante di suo figlio Jan Nepomucen Dziewanowski, che in seguito divenne il padrino della figlia di Nicolas, Ludwika. Durante lo scoppio della Rivolta di Kościuszko nel 1794, Nicolas si unì alla milizia municipale di Varsavia, salendo al grado di tenente. Dopo un anno fu ferito, proprio mentre la rivolta si stava esaurendo.
Ritrovandosi ancora disoccupato, fu presto impegnato a Czerniewo, nella provincia di Mazowsze, come tutore della famiglia Łączyński (una delle cui figlie, Maria, dopo aver successivamente sposato Anastazy Walewski, si sarebbe guadagnata la fama di amante dell'imperatore Napoleone Bonaparte). Nicolas trascorse circa sei anni con loro. L'Europa centrale e orientale fu in seguito inondata da rifugiati provenienti dalle aree colpite dalla rivoluzione e molti di loro trovarono lo stesso tipo di occupazione di Nicolas. Sulle terre polacche divenne di moda per la nobiltà anche modestamente benestante avere un aristocratico francese nelle loro case. Nicolas non era "di buona famiglia", quindi la sua posizione rivelava la sostanziale educazione e le buone maniere che aveva acquisito durante i suoi sette anni precedenti tra i suoi compatrioti polacchi adottivi.
Nicolas trascorse i successivi anni a Żelazowa Wola con la contessa Ludwika Skarbek e la sua famiglia (parenti degli Łączyńskis), istruendo i quattro bambini. Il 2 giugno 1806 sposò una povera parente degli Skarbek che viveva con loro e si prendeva cura della famiglia, Tekla Justyna Krzyżanowska (figlia di Jakub Krzyżanowski e Antonina, nata Kołomińska, di Długie nella contea di Włocławek). Il fratello di Justyna sarebbe stato il padre di Włodzimierz Krzyżanowski, in seguito un generale dell'Unione nella guerra civile americana.
Un anno dopo nacque la loro prima figlia, Ludwika (Louise), e si trasferirono in una casa più grande della tenuta.

Nel 1810 nacque il loro unico figlio maschio, Fryderyk. Il suo padrino fu Fryderyk Skarbek, che era stato educato da Nicolas Chopin.

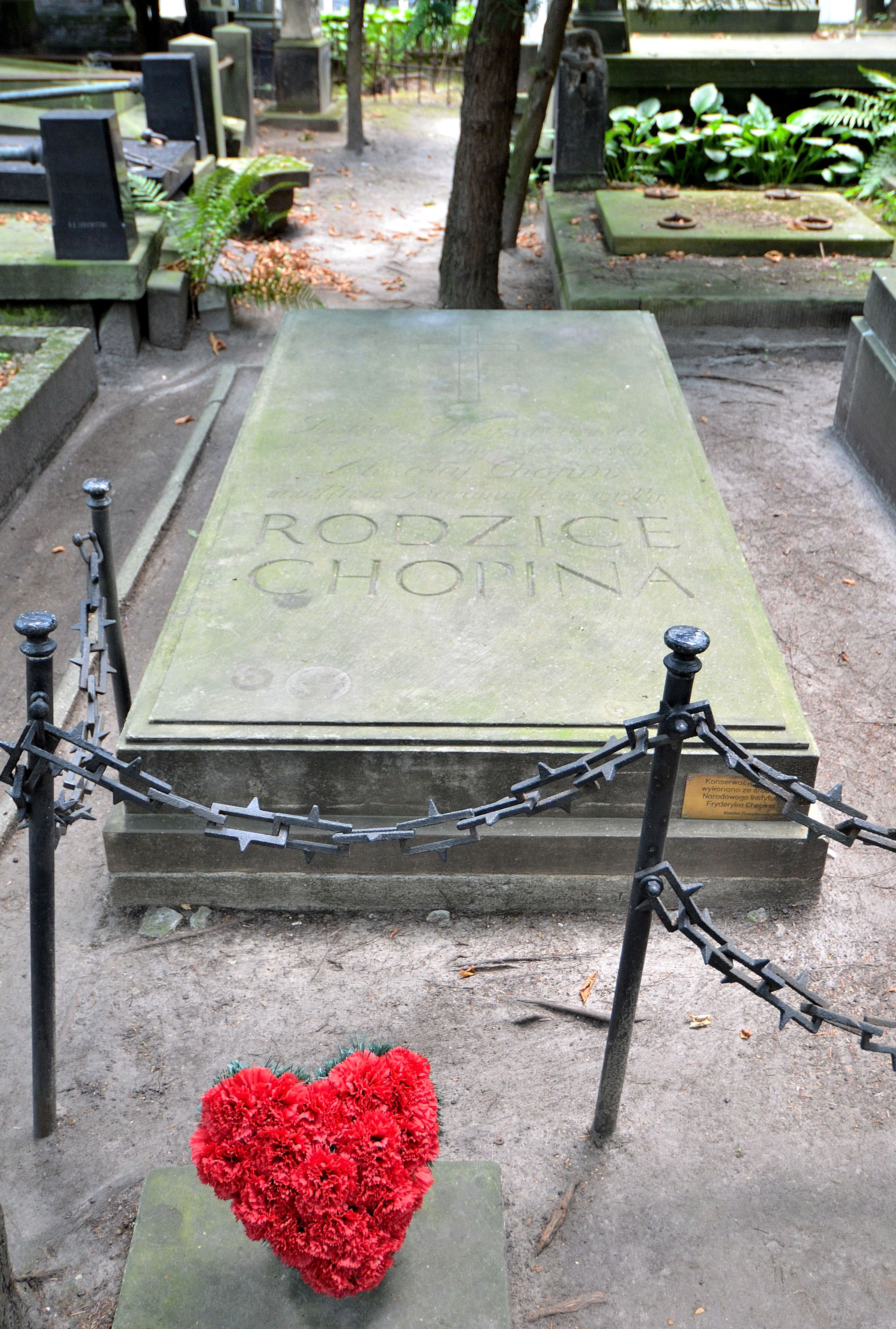
Tomba di Nicolas e Justyna Chopin, Cimitero Powązki, Varsavia

Il conte Skarbek si era indebitato ed era fuggito dal ducato di Varsavia, lasciando sua moglie e quattro figli. Alla loro età non avevano più bisogno di un precettore, quindi era chiaro che la Contessa non sarebbe più stata in grado di impiegare gli Chopin. Probabilmente Nicolas aveva pensato di trasferirsi a Varsavia anche prima della nascita di suo figlio Fryderyk.
Nel luglio dello stesso anno Nicolas e Justyna e i loro figli si trasferirono a Varsavia, nel Palazzo Sassone, che ospitava il Liceo di Varsavia dove avrebbe insegnato la lingua francese. Nell'ottobre 1810 Nicolas fu nominato "collaboratore" (kollaborant) e, nel giugno 1814, professore ordinario di lingua francese al Liceo. Ricoprì questo incarico fino alla chiusura del liceo nel 1833.
Oltre a queste occupazioni, nel 1812 fu nominato professore di lingua francese presso una scuola elementare di artiglieria ed ingegneri (Szkoła Elementarna Artylerii i Inżynierów) e nel 1820 presso una scuola di addestramento militare (Szkoła Aplikacyjna Wojskowa), dove rimase attivo fino alla chiusura della scuola nel 1831.
Nel 1833, con la riorganizzazione del sistema educativo in seguito all'insurrezione del novembre 1830, Chopin avrebbe ricevuto una posizione in un istituto pedagogico in programma. Nell'attesa del nuovo incarico riceveva la metà dei salari e valutava i candidati per l'insegnamento del francese ed i testi francesi proposti per l'utilizzo nelle scuole pubbliche. Nel 1837, quando l'Istituto non si materializzò, Chopin andò in pensione. Continuò tuttavia nel comitato esaminatore fino al 1841. Inoltre, per un breve periodo nel 1837, fu professore di lingua francese presso l'Accademia clericale cattolica romana (Akademia Duchowna) a Varsavia.
Nicolas Chopin morì di tubercolosi a Varsavia il 3 maggio 1844, all'età di settantatré anni. È sepolto con sua moglie nel Cimitero Powązki.

## Famiglia

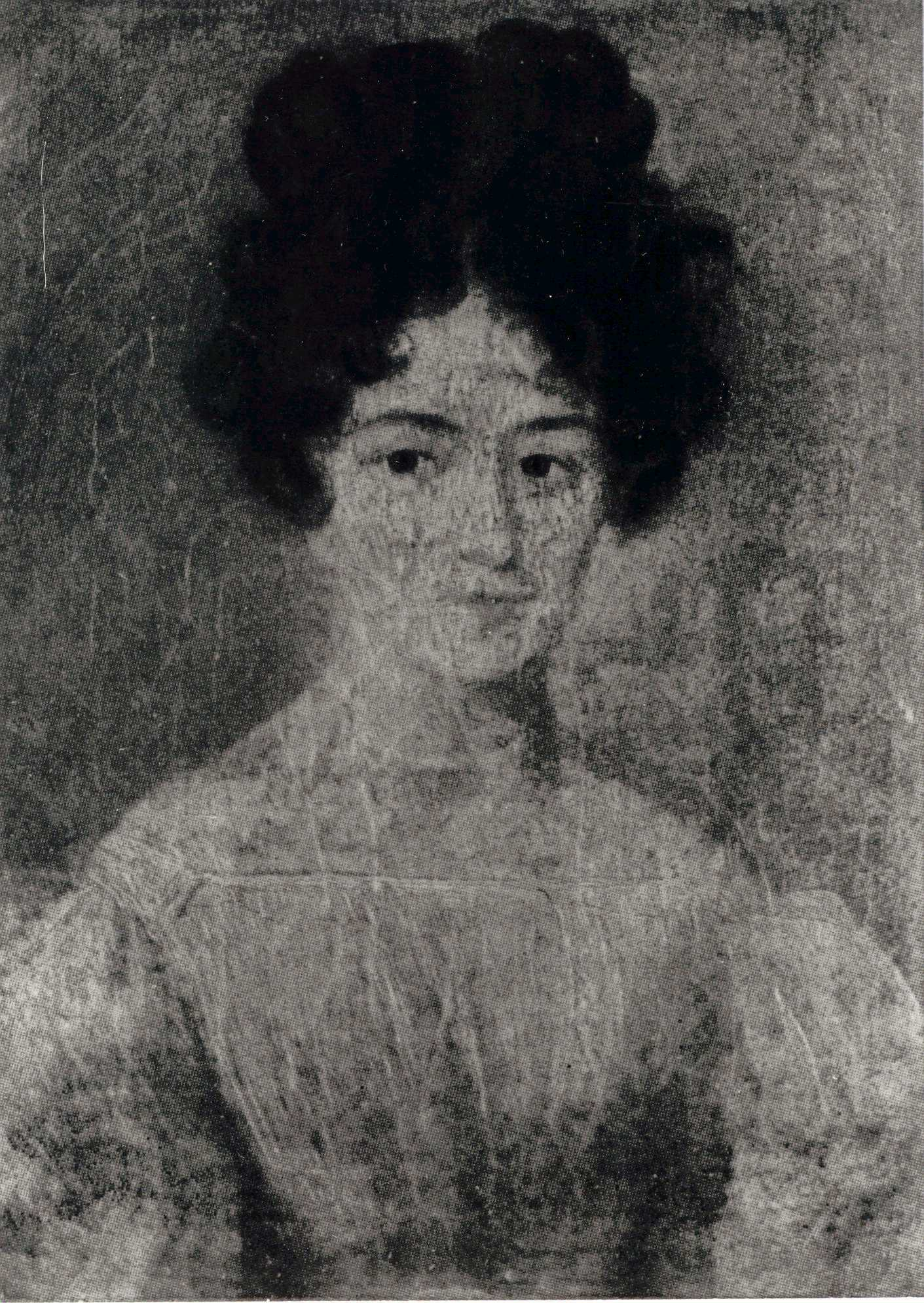
La sorella di Fryderyk Chopin, Ludwika Jędrzejewicz. Lei gli impartì le sue prime lezioni di pianoforte e portò segretamente il suo cuore (nascosto sotto le gonne) di nuovo a Varsavia.

Il 2 giugno 1806 Chopin sposò Justyna nata Krzyżanowska. La coppia ebbe quattro figli: Ludwika, nata nel 1807, che sposò Józef Jędrzejewicz; il loro unico figlio, Fryderyk Franciszek, nato nel 1810, pianista e compositore noto come Fryderyk Chopin; Izabela, nata il 9 luglio 1811, che sposò Antoni Barciński; ed Emilia, nata nel 1812, deceduta per tubercolosi nel 1827, all'età di quattordici anni.
Nel 1829 Ambroży Mieroszewski dipinse ritratti ad olio di Mikołaj (Nicolas) Chopin e Justyna Chopin (morta nell'ottobre 1861, all'età di 81 anni) e dei loro bambini sopravvissuti: Fryderyk (il suo primo ritratto noto e uno dei più convincenti), della sorella maggiore di Fryderyk, Ludwika e di sua sorella minore Izabela. Nello stesso anno Mieroszewski dipinse anche il primo insegnante di piano professionale di Fryderyk, Wojciech Żywny.
Il primo cugino di Fryderyk, Włodzimierz Krzyżanowski (1824-1887), figlio del fratello della madre di Fryderyk, divenne un generale di brigata dell'Esercito dell'Unione durante la guerra civile americana.

## Valutazione
Nicolas Chopin era, secondo Wincenty Łopaciński, un uomo di grande intelligenza e cultura, universalmente stimato, un insegnante modello e premuroso nei confronti del suo geniale figlio Fryderyk. Sebbene venisse da un paese straniero, con il tempo divenne completamente polonizzato e "senza dubbio si considerava un polacco". Ciò fu confermato dalla sua volontà di lottare per l'indipendenza della Polonia nell'insurrezione di Kościuszko, dopo che in precedenza aveva rifiutato di tornare nella Francia rivoluzionaria per paura di essere arruolato nell'esercito francese.